# Zespół Blanda-White’a-Garlanda

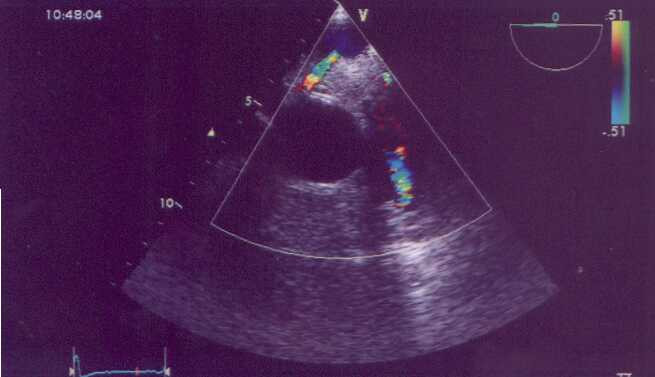
USG serca z kolorowym dopplerem obrazujące domniemane połączenie lewej tętnicy wieńcowej z tętnicą płucną u pacjentki z zespołem Blanda-White’a-Garlanda rozpoznanym w wyjątkowo późnym wieku 45 lat

Zespół Blanda-White’a-Garlanda (ang. Bland-White-Garland syndrome, BWGS, anomalous origin of the left coronary artery from the pulmonary artery, ALCAPA syndrome) – rzadkie zaburzenie rozwojowe polegające na nieprawidłowym odejściu lewej tętnicy wieńcowej od tętnicy płucnej. Zespół Blanda-White’a-Garlanda występuje z częstością 1:300 000 żywych urodzeń. Obarczony jest poważnym rokowaniem: większość pacjentów umiera we wczesnym dzieciństwie, jeśli wada nie zostanie na czas wykryta i operowana. Wada może powodować niedokrwienie mięśnia sercowego, upośledzenie funkcji lewej komory, regurgitację przez zastawkę mitralną i postępującą niewydolność krążenia; przebieg zależy przede wszystkim od możliwości wytworzenia krążenia obocznego. 
Zespół opisali jako pierwsi Edward Franklin Bland, Paul Dudley White i Joseph Garland.